# Eduardo Paolozzi
Eduardo Luigi Paolozzi (Leith, 7 de març de 1924 - 22 d'abril de 2005) va ser un professor Sir, KBE RA, escultor i artista escocès.

## Biografia
Paolozzi va néixer a Leith al nord d'Edimburg, fill gran d'immigrants italians. Va estudiar al Edinburgh College of Art el 1943, després breument en la St Martin 's School of Art el 1944, i després a la Slade School of Art de Londres entre 1944 i 1947. Poc després es va instal·lar a París, França.
Surrealista, Paolozzi va cridar l'atenció pública en els anys 1960 en produir diverses serigrafies. Paolozzi va ser el fundador de l'Independent Group, que és considerat com a precursor del moviment britànic pop art dels 60. El seu collage de 1947 I was a rich man's plaything, de vegades és etiquetat com la primera mostra real de l'art pop, tot i que ell ha descrit la seva obra com a surrealista. Posteriorment es faria més conegut com a escultor. Paolozzi és conegut per crear bastants estàtues realistes, però amb elements rectilinis (sovint cúbics) agregats o remoguts, o formes humanes desconstruïdes d'una manera cubista.
Paolozzi va ser professor d'escultura a diveres institucions com ara el College de Berkeley de la Universitat de Califòrnia, el Royal College of Art de Londres, la Fachhochschule de Colònia i l'Acadèmia de Belles Arts de Múnic.

## Publicacions
- Eduardo Paolozzi per Eduardo Paolozzi, Tate, London 1971 ASIN B00103A8RG
- Recurring themes per Eduardo Paolozzi Rizzoli (1984) ISBN 978-0847805730
- Metafisikal Translations per Eduardo Paolozzi, Lelpra, London 1962 ASIN B002MNOJQY